# Мечеть Бедевізаде Ахмед Бея
Мече́ть Бедевізаде́ Ахме́д Бе́я (тур. Bedevizade Ahmed Bey Mescidi) — мечеть у центрі міста Едірне, збудована Бедевізаде Ахмед Беєм. У народі відома під назвою Мечеть Аладжа (тур. Alaca Camii).
Точна дата будівництва мечеті невідома. У 1954 році мечеть була зруйнована до фундаменту та відбудована, частково зберігши первісний вигляд. Вважається, що мечеть, яка має квадратний план, була побудована в ранньоосманський період. Мечеть покрита дерев'яним дахом, а її мінарет, розташований у північно-західному куті, збудований із цегли та має один шерефе (балкон). Мечеть збудована з грубо обробленого тесаного каменю, на її фасадах у два яруси розташовані вікна. У дворі мечеті знаходиться хазіре (цвинтар). Мечеть перебуває у власності Головного управління фондів (тур. Vakıflar Genel Müdürlüğü) і була зареєстрована як пам'ятка архітектури I групи, що підлягає охороні, рішенням Ради з охорони культурної та природної спадщини Едірне від 04.07.2003 за номером 7697.